# Lyrognathus robustus
Lyrognathus robustus är en spindelart som beskrevs av Smith 1988. Lyrognathus robustus ingår i släktet Lyrognathus och familjen fågelspindlar. Inga underarter finns listade i Catalogue of Life.